# Textricella aucklandica
Textricella aucklandica är en spindelart som beskrevs av Forster 1955. Textricella aucklandica ingår i släktet Textricella och familjen Micropholcommatidae. Inga underarter finns listade i Catalogue of Life.